# Batalla de Tel el-Kebir
Batalla de Tel el-Kebir fou una batalla lluitada el 13 de setembre de 1882 entre les tropes angleses, a les ordres del general Garnet Wolseley i les egípcies d'Ahmed Urabi.

## El poble
Tel el-Kebir és un poblet, de la província de Sarkieh (Baix Egipte), districte de El Kamaiat, a 10 qk. E. d'Abu Hammed, a la vora del canal d'aigua dolça de Suez Zagazig, en la vall del Uadi Tumilat; estació de ferrocarril del Caire a Suez per Ismaïlia.
Un palau que s'aixeca en la proximitat és el centre de la granja d'Uadi, domini d'unes 10 hectàrees que feu explotar durant diversos anys la Companyia del Canal de Suez, un xic vers el sud de Tel el-Kebir hi ha els turons de Tell el Maskhuta, que assenyalen l'emplaçament de Heroòpolis, la "ciutat dels tresors", construïda per als captius hebreus per Ramsés II.

## Antecedents
Després que un grup d'oficials egipcis descontents es van revoltar a Urabá el 1882, el Regne Unit van reaccionar a protegir els seus interessos financers i d'expansió al país, i en particular el Canal de Suez.

## Batalla
La host egípcia d'Ahmed Urabi fou derrotada el 13 de setembre de 1882 pels anglesos, a les ordres del general Garnet Wolseley

## Conseqüències
La batalla donà el protectorat d'Egipte al Regne Unit.